# Stratendrek
Stratendrek of stadsvuil was afval, niet alleen bestaande uit bij elkaar geveegde bladeren, takken, zand, modder en slib, maar ook etensresten, schillen, groente- en tuinafval en zelfs fecaliën uit oorspronkelijk een aantal Nederlandse steden. Het vuil of drek werd onder andere gebruikt in de Groninger veenkoloniën om van de afgegraven venen vruchtbare grond te maken. Het ophalen van stadsvuil, waaronder stratendrek, was niet alleen een Groninger aangelegenheid. In veel Hollandse steden zoals Alkmaar, Gouda, Leiden, Haarlem en Amsterdam was het ophalen van stadsvuil (zowel het stratendrek als het vuil en de as uit woningen) verpacht aan particulieren. Vaak werden deze zaken vermengd en werd het product als compost verkocht, waarmee een goede boterham verdiend kon worden. Veel schrale Vlaamse en Franse akkers werden hiermee bemest, zodat de grondstructuur verbeterde. Organisch afval kon in gecomposteerde vorm dienen als mest voor schrale grond. Deze vorm van bemesting deed zich al voor in de Middeleeuwen. In de jaren dertig van de 20e eeuw vormde de zoektocht van de gemeente Den Haag naar een plek voor het storten van het huis- en straatvuil de aanleiding voor de oprichting van de VAM. Met de daar gemaakte compost werden onder meer de Drentse zandgronden vruchtbaarder gemaakt.